# Marcus Antonius Gnipho
Marcus Antonius Gnipho (1e eeuw v.Chr.) was een Romeins taalkundige en een leraar in de retorica. Hij was een van de leraren van Julius Caesar.

## Levensloop
Marcus Antonius Gnipho startte zijn leven als vondeling in Gallia Cisalpina en werd geadopteerd door een zekere Marcus Antonius, vandaar zijn praenomen en nomen. Hij groeide op als slaaf en na verloop van tijd werd hij een vrij man. Gnipho ging studeren aan de Bibliotheek van Alexandrië en werd meester in het Grieks en Latijn. Na zijn studies werd hij privéleraar en nadien stichtte hij zijn eigen school.

## Werken
Het verdwenen De Latino Sermone wordt aan hem toegeschreven en meer betwist ook Rhetorica ad Herennium.